# 柴田バイパス
柴田バイパス（しばたバイパス）は、国道4号のうち宮城県柴田郡の区間をいう。ただし、柴田町にあたる部分を柴田バイパスと呼び、大河原町にあたる部分を大河原バイパスとして区別することがある。

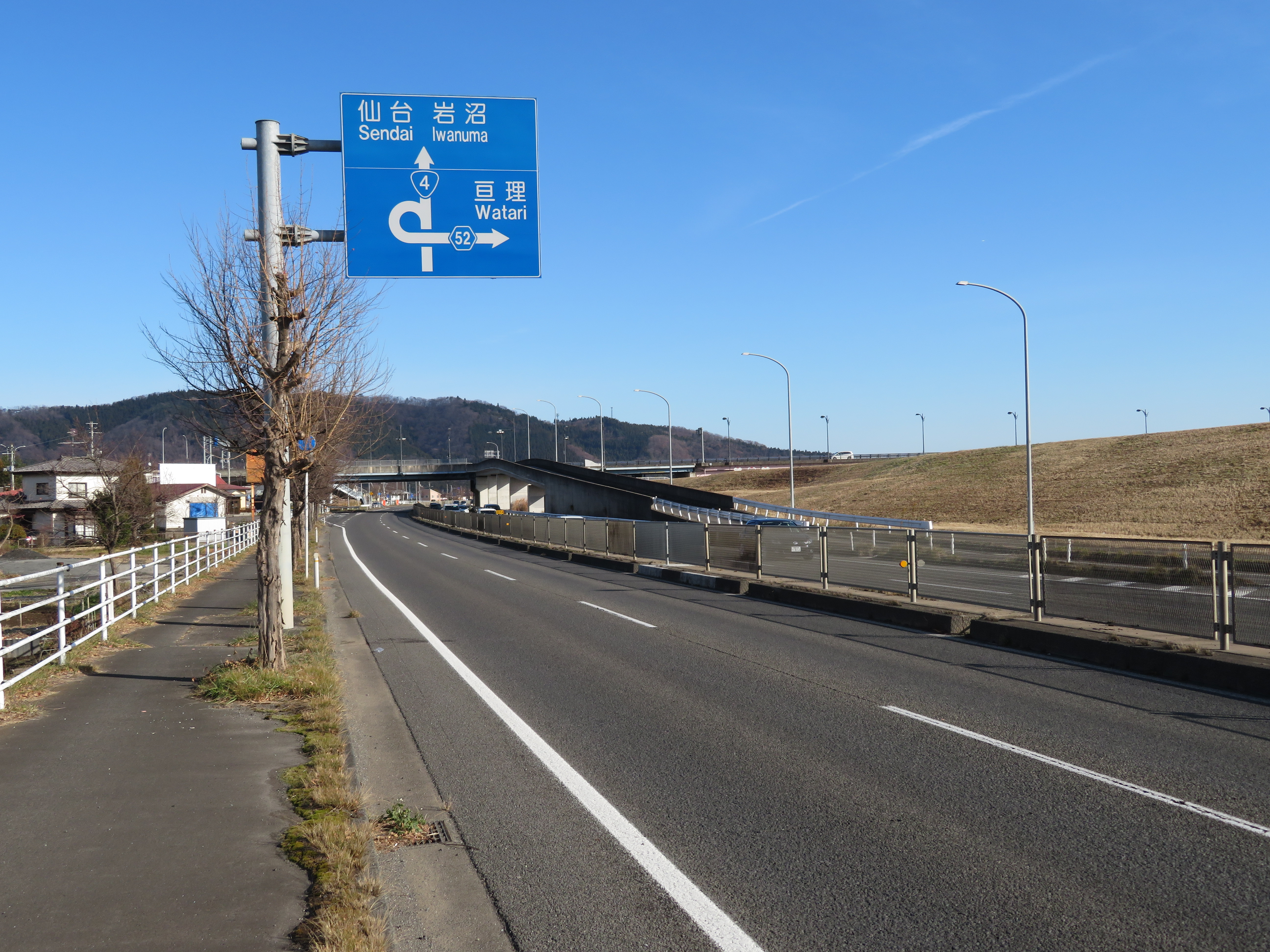
柴田バイパス 宮城県柴田郡柴田町槻木下町３丁目付近

## 概要
- 起点 宮城県柴田郡大河原町金ヶ瀬
- 終点 宮城県柴田郡柴田町四日市場
- 全長 11.9km
- 車線 4車線（片側2車線）

1967年（昭和42年）槻木地区を槻木バイパスとして事業着手、1971年（昭和46年）全区間を柴田バイパスとして事業化。1995年（平成7年）3月全区間4車線化完了。
柴田郡内を大河原町 - 村田町 - 柴田町の順に通過する。
白石川ならびにその本流である阿武隈川の左岸を走るため、ところによっては川面に佇む白鳥や対岸の桜並木（一目千本桜）を鑑賞できる。

### 大河原地区
起点から村田町境までの大河原町内3.0 km。通称、大河原バイパス。
旧道は右折し白石川を渡るが、現道は市街地の西側を通り、沿線にはロードサイドショップが並び、村田町に近い小島地区には大型商業施設「フォルテ」や公共施設「大河原町総合体育館（通称：はねっこアリーナ）」や「仙南芸術文化センター（通称：えずこホール）」、「みやぎ県南中核病院」などが集積するなど、市街地と一体化している。

### 韮神地区
村田町沼辺の1.8 km。
町境を流れる荒川（白石川の支流）に架かる新韮神橋（156m）を渡って村田町を通過する。韮神山 (94m) のふもとを開削して作られた。

### 船迫地区
柴田町の村田町境から白幡交差点までの4.8kmと槻木高架橋の取り付け部分。
宮城県道50号白石柴田線に相当する旧道は役場のある船岡地区を通過するが、バイパスは船岡地区とは白石川の対岸である船迫地区を通る。宮城県が船迫団地を造成し、仙南地域初のショッピングセンターサンコアができるなど新市街が形成されている。（2009年10月、サンコアの専門店は営業を終了した。核テナントだったジャスコ(現・イオン船岡店(イオンリテール）がサンコア部分の不動産を買い取り、改装工事を経て2010年7月にリニューアルオープンした。）
白幡交差点は立体交差化され、国道349号や東北本線、阿武隈急行を跨ぐ槻木高架橋（597.3 m）は橋脚間のつなぎ目の段差を極力なくしている構造のため快適に走行できる。後述する交通渋滞もかなり緩和された。ただし白幡立体交差点のランプウェイは仙台方面のみに接続しており、白石方面から直接国道349号へは入れない（1つ手前のランプを降りて白石川左岸沿いの町道を経由する。ただし町道の幅員が狭く、大型車両は宮城県道114号角田柴田線、宮城県道50号白石柴田線などを大きく迂回するようになる。なお、この1つ前のランプは2010年9月30日を以って、中央分離帯の開口部が閉鎖され、上り線との出入りができなくなった）。

### 槻木地区
白幡交差点（白幡橋北詰）から柴田町四日市場（終点）までの2.0km。
当初槻木バイパスとして建設され、のちに柴田バイパスに編入された。白幡橋は南詰（国道349号交点）に工業団地が立地し、柴田町の2つの中心市街、船岡地区と槻木地区を結ぶ交通の要であるが、2車線であるためとりわけ渋滞が激しかった。旧道は槻木地区を貫通していたが、バイパスは阿武隈川左岸の土手に沿う経路を採っている。

### バイパスの前後
金ヶ瀬拡幅
白石市（白石バイパス）から仙台市（仙台バイパス）にかけての唯一の2車線区間である、刈田郡蔵王町向山交差点（宮城県道25号岩沼蔵王線の交点）から大河原町金ヶ瀬交差点（仙南運転免許センター入口の交点）が3.7 km残っており、渋滞を引き起こすボトルネックとなった。2004年（平成16年）度に拡幅事業に着手し、2009年（平成21年）9月に町境の籠石交差点（刈田郡蔵王町の北白川駅入口の宮城県道112号北白川停車場向山線交点）から金ヶ瀬交差点の2.1 km区間（大河原工区）が事業化された。2011年（平成23年）5月に金ヶ瀬交差点から約400 m西側の区間が先行して4車線供用を皮切りに、2012年（平成24年）3月にはこれより西側の約600 m区間が、2013年（平成25年）3月に残りの約1 km区間が4車線供用し、大河原工区の4車線化が完了した。
2016年（平成28年）4月17日には蔵王工区の篭石交差点から東北新幹線高架下付近までの約0.8km区間が部分供用し、向山交差点から東北新幹線高架下付近までの残り約0.8 km区間は2018年（平成30年）11月18日に4車線化工事が完了した。

金ヶ瀬交差点から柴田バイパス起点までの約1kmは土地区画整理事業に伴い2004年（平成16年）3月に拡幅が完了した。
四日市場より東
四日市場交差点で旧道と再び合流した後は4車線の快走路。900 mほど進み岩沼市境が見えたところで岩沼バイパス（広義の仙台バイパス）に引き継がれる。
現在、4車線以上の区間は当バイパス、岩沼バイパス、仙台バイパス、富谷バイパスを介して大衡村一本木交差点まで続いている。また、大衡村内の2車線区間の拡幅計画(大衡道路)が決定し、将来は前述の白石バイパスから大崎市の古川バイパスまで連続4車線以上の区間となる予定である。

## 交差する道路など
- 上側が起点側、下側が終点側。左側が上り側、右側が下り側。

| 交差する道路など                      | 交差する道路など             | 交差する場所 | 交差する場所 | 交差する場所         | 交差する場所 |
| ------------------------------------- | ---------------------------- | ------------ | ------------ | -------------------- | ------------ |
| 国道4号 福島・白石方面                |                              |              |              |                      |              |
| 宮城県道110号大河原高倉線             | 宮城県道115号蔵王大河原線    | 大河原町     |              |                      |              |
| 宮城県道115号蔵王大河原線             | 蔵王方面                     | 大河原町     |              |                      |              |
| 宮城県道14号亘理大河原川崎線          |                              | 大河原町     |              |                      |              |
| 宮城県道116号船岡停車場船迫線         | 船迫方面                     | 柴田町       |              |                      |              |
| 宮城県道114号角田柴田線               | -                            | 柴田町       |              |                      |              |
| 東北本線 阿武隈急行 東北本線          | 東北本線 阿武隈急行 東北本線 | 柴田町       | -            | 槻木高架橋 長さ 597m | -            |
| 国道349号                             | 国道349号                    | 柴田町       | 白幡         | 槻木高架橋 長さ 597m | 槻木         |
| 宮城県道28号丸森柴田線                | 宮城県道52号亘理村田蔵王線   | 柴田町       | -            | -                    | -            |
| -                                     | 県道28号丸森柴田線           | 柴田町       | 四日市場     | 四日市場             | 四日市場     |
| 国道4号（岩沼バイパス）仙台・岩沼方面 |                              |              |              |                      |              |

## 歴史
- 1967年（昭和42年）：槻木地区・槻木バイパスとして事業着手
- 1970年（昭和45年）度：都市計画決定
- 1971年（昭和46年）度：事業化
- 1972年（昭和47年）3月：槻木地区・2車線供用
- 1973年（昭和48年）度：用地着手
- 1974年（昭和49年）度：工事着手
- 1977年（昭和52年）11月：船迫地区・西部の船迫団地周辺2.1 kmが先行して2車線供用
- 1983年（昭和58年）11月：大河原地区・起点から新東交差点（宮城県道14号亘理大河原川崎線交点）までが先行2車線供用
- 1985年（昭和60年）12月：大河原地区 - 船迫地区・全区間2車線供用。柴田バイパス全線供用
- 1986年（昭和61年）度：4車線化工事着手
- 1987年（昭和62年）：船迫地区 - 槻木地区・4車線化
- 1995年（平成7年）3月：大河原地区 - 韮神地区・4車線化。柴田バイパス全線4車線化

## 交通量
2005年度（平成17年度道路交通センサスより）
平日24時間交通量（台）
- 柴田郡柴田町槻木字四日市場：53,218